# Pierre Hanon
Pierre Hanon (Brüsszel, 1936. december 29. – 2017. október 13.) válogatott belga labdarúgó, középpályás, hátvéd.

## Pályafutása
1954 és 1970 között az Anderlecht labdarúgója volt, ahol kilenc bajnokságot és egy belga kupa-győzelmet ért el a csapattal. 1970 és 1973 között a Cercle Brugge, 1973–74-ben a RAEC Mons csapatában szerepelt. Utóbbi csapatnál 1973 és 1975 között vezetőedző is volt.
1958 és 1969 között 48 alkalommal szerepelt a belga válogatottban és három gólt szerzett.

## Sikerei, díjai
RSC Anderlecht
- Belga bajnokság
  - bajnok (9): 1954–55, 1955–56, 1958–59, 1961–62, 1963–64, 1964–65, 1965–66, 1966–67, 1967–68
- Belga kupa
  - győztes (2): 1965